# IC 2141
IC 2141 је тројна звијезда у сазвјежђу Сликар која се налази на листи објеката дубоког неба у Индекс каталогу.
Деклинација објекта је - 51° 1' 57" а ректасцензија 5h 42m 22,3s. IC 2141 је још познат и под ознакама ESO 204-?29.